# Parti démocratique du peuple Somali
Le Parti démocratique populaire de Somalie (Amharique : የሶማሌ ሕዝቦች ዴሞክራሲዊ ፓርቲ) est un parti politique éthiopien.
Lors des élections législatives du 15 mai 2005, le parti a remporté 24 sièges à la Chambre des représentants des peuples, 23 dans la région Somali et un dans la ville-région de Dire Dawa.
En août 2005, le parti a obtenu 161 sièges sur 182 aux élections régionales dans la région Somali.